# Julius Joseph Overbeck
Julius Joseph Overbeck (ur. 1820, zm. 1905) – ksiądz rzymskokatolicki, który przeszedł na prawosławie i stał się pionierem zachodniego obrządku prawosławia.
Ustanowienie prawosławnego obrządku zachodniego rozpoczęło się w 1864 roku dzięki pracy byłego rzymskiego katolika, Juliusa Josepha Overbecka. Overbeck opuścił kapłaństwo po przejściu na luteranizm i ożenił się, choć nie ma pewności, czy kiedykolwiek działał jako pastor luterański. Wyemigrował do Anglii w 1863 r. i został profesorem języka niemieckiego w Królewskiej Akademii Wojskowej, gdzie również podjął studia z zakresu Kościoła Anglii i prawosławia. Przekonany, że zarówno papiestwo i anglikanizm były na skraju upadku, Overbeck został przyjęty do Kościoła prawosławnego w rosyjskiej ambasadzie w Londynie przez ks. Eugene Poppoff jako świecki, ponieważ ożenił się po święceniach w kościele rzymskokatolickim, które prawosławni uważają za ważne.
W ramach jego konwersji do Kościoła prawosławnego, Overbeck zażądał zgody Synodu Rosyjskiego Kościoła Prawosławnego, aby zainaugurować ryt zachodni Kościoła Prawosławnego w Anglii. Początkowo metropolita moskiewski Filaret był niezdecydowany co do wniosku Overbecka, ale nie wykluczył całkowicie jego pomysłu. Overbeck przedstawił swoje uzasadnienie dotyczące rytu zachodniego Kościoła prawosławnego w swojej książce "Katolickiej ortodoksja i anglo-katolicyzm". W 1867 Overbeck również zaczął publikować w "The Orthodox Catholic Review", czasopiśmie poświęconym rozwojowi zachodniego prawosławia.
Overbeck również zaczął przekonywać innych do idei zachodniego Kościoła prawosławnego i ostatecznie złożył petycję z 122 podpisami (głównie Traktarian) do Świętego Synodu w 1869 roku z prośbą o utworzenie Rytu Zachodniego. 
Gieorgij Fłorowski podsumował doświadczenia Overbecka w ten sposób: "To nie był jedynie fantastyczny sen. Pytanie zadane przez Overbecka było istotne, nawet jeśli jego odpowiedź na była mętna. I chyba wizja Overbecka przewyższała jego osobistą interpretację".